# IC 4175
IC 4175 ist eine Spiralgalaxie vom Hubble-Typ S im Sternbild Coma Berenices am Nordsternhimmel. Sie ist schätzungsweise 852 Millionen Lichtjahre von der Milchstraße entfernt:
Das Objekt wurde am 27. Januar 1904 von Max Wolf entdeckt.